# Arrest Saladin/HBU
Het arrest Saladin/HBU (HR 19 mei 1967, NJ 1967/261) is een belangrijk arrest van de Nederlandse Hoge Raad dat betrekking heeft op de vraag of een contractpartij met vrucht een beroep kan doen op een exoneratiebeding. Het wordt in de rechtswetenschap als standaardarrest beschouwd.

## Casus
Saladin was klant bij het filiaal Willemstad (Curaçao) van Hollandsche Bank-Unie (HBU), waarvan het personeel hem ongevraagd de volgende effectentransactie heeft voorgesteld en aangeraden. Door bemiddeling van HBU kocht Saladin in november 1958 van Savard & Hart, een Canadese effectenfirma te Montreal, 6000 aandelen Waterman Pen Company voor de prijs van Can$ 6,- per stuk.
De investering zou zonder risico zijn, want Savard gaf de garantie dat hij de aandelen na een jaar (op verzoek) zou terugkopen voor Can$ 7,- per stuk. Saladin wilde gebruikmaken van de terugkoopgarantie.
Pas in 1960 kocht Savard niet meer dan 3035 aandelen terug; Saladin bleef met de overige 2965 aandelen zitten, waarvan de koers inmiddels tot 12½ dollarcent was gezakt.
Savard kon niet meer nakomen. Saladin wilde van HBU zijn geld terug.
Op 14 november 1958 heeft Saladin een orderbevestiging voor akkoord getekend, inclusief de clausule dat HBU voor de transactie geen enkele aansprakelijkheid aanvaardt:
«Hoewel de ons ten dienste staande informaties over Savard & Hart gunstig luiden, kunnen wij echter generlei aansprakelijkheid voor deze transactie op ons nemen.»
De transactie zou een bruto rendement van 16% opleveren, en nog meer bij een gunstige ontwikkeling van de aandelenkoers.
De risico's zaten in de wisselkoers en –zoals is gebleken– in de tegenpartij.
Savard had een groot belang in Waterman Pen Company. Bij een beurskoers van Can$ 5½ verkocht Savard de aandelen voor Can$ 6 per stuk met terugkoopgarantie. Op deze manier kreeg hij de beschikking over liquiditeiten zonder dat de beurskoers van het aandeel negatief werd beïnvloed.

## Rechtsvraag
Kan HBU met vrucht een beroep doen op een contractuele bepaling die haar aansprakelijkheid uitsluit? (Exoneratiebeding)

## Procesgang
HBU kreeg een dagvaarding van Saladin, die zijn vordering baseerde op wanprestatie en subsidiair op onrechtmatige daad.
De rechtbank verwierp de vordering van Saladin.
Dit vonnis werd in hoger beroep door het hof bekrachtigd.
Het beroep in cassatie werd verworpen. (Saladin heeft dus niets bereikt.)
De optimistische uitlatingen van het bankpersoneel en het gegeven beleggingsadvies waren volgens het hof niet gerechtvaardigd door hetgeen over Savard bij HBU bekend was;
de goede trouw van HBU blijkt echter uit de omstandigheid dat het personeel van HBU zelf ook geld in dergelijke transacties met Savard had geïnvesteerd.
Bij kwade trouw kan de bank wellicht geen beroep doen op het exoneratiebeding, bij goede trouw wel, aldus de overwegingen van het hof.

## Hoge Raad
In casu kon HBU met vrucht een beroep doen op het exoneratiebeding. De Hoge Raad overwoog:

dat in het onderhavige geval het Hof, mede in aanmerking genomen de goede trouw aan de zijde van de bank en de gronden waarop het Hof deze aanwezig heeft geacht, alsmede de aard en de ernst van het verwijt dat aan de Bank kon worden gemaakt, heeft kunnen oordelen, gelijk het deed, dat de Bank met vrucht een beroep op de door haar gemaakte bepaling kon doen, terwijl de in het middel aangevoerde omstandigheden het Hof niet tot een ander oordeel behoefden te leiden. [verwerpt het beroep]

Ook geeft de Hoge Raad een aantal omstandigheden (niet-limitatief) die ertoe kunnen leiden, dat een beroep op een exoneratiebeding faalt.
Wat betreft een contractueel beding waarin de aansprakelijkheid voor zekere gedragingen wordt uitgesloten –ook voor zover deze jegens tegenpartij onrechtmatig zijn– stelt de Hoge Raad,

dat het antwoord op de vraag in welke gevallen aan degeen (...) een beroep op zo'n beding niet vrijstaat, afhankelijk kan zijn van tal van omstandigheden, zoals:

- de zwaarte van de schuld, mede in verband met de aard en de ernst van de bij enige gedraging betrokken belangen,
- de aard en de verdere inhoud van de overeenkomst waarin het beding voorkomt,
- de maatschappelijke positie en de onderlinge verhouding van partijen,
- de wijze waarop het beding is tot stand gekomen,
- de mate waarin de wederpartij zich de strekking van het beding bewust is geweest.

De waardering van deze omstandigheden is feitelijk en kan slechts in beperkte mate door de Hoge Raad worden getoetst.

## Conclusie
De opsomming van deze vijf punten is het belangrijkste van het hele arrest.